# Il mio cuore ti ascolta
Il mio cuore ti ascolta (The Listener) è un romanzo di Taylor Caldwell pubblicato nel 1960. È stato tradotto in spagnolo, cinese portoghese, francese, giapponese, tedesco, neogreco, ungherese, è apparso in italiano nel 1962 da Agnese Silvestri Giorgi.

## Trama
In una grande città non precisata degli Stati Uniti d'America, un modesto avvocato di nome John Godfrey decide di donare un edificio dove chiunque e a qualsiasi ora troverà un ascoltatore al quale confidarsi. Sorge così un luogo misterioso e sereno, sempre pulito e luminoso, con una sala d'aspetto e un interno, nel quale sono ammessi i chiamati. Tutti pensano che all'interno ci sia un ecclesiastico o uno psichiatra, ma quanti sono stati ascoltati non hanno mai rivelato l'identità dell'ascoltatore. Sono usciti dal retro e hanno cambiato vita. Da tale presupposto si narrano 15 storie.
Ogni storia è introdotta con l'indicazione dell'anima che viene svelata. In generale si tratta di persone profondamente turbate e aggressive: sono convinte che ad ascoltarli ci sia qualcuno che non potrà mai rispondere alla domanda di fondo, diversa per ciascuno di loro. Scoprono invece che l'ascoltatore ha provato in vita tutte le loro situazioni e che ha reagito nel modo più rispettoso delle convinzioni personali, ma anche con amore verso chi per lui si era premurato. Egli sapeva cos'è il lavoro duro, l'insegnare a chi non vuole apprendere, l'avere una missione tra gli uomini, l'aver smascherato gli ipocriti che si ergono a censori del prossimo. E sapeva cosa vuol dire avere una madre che si preoccupa per lui e cosa vuol dire non avere dove porre il capo per riposare.
In tal modo sono ripercorse le tappe della vita del Cristo (perché è Lui a palesarsi ai suoi confidenti), e sono disposte non già in ordine cronologico, ma in simbiosi con storie umanissime del XX secolo che, dalla premessa della disperazione, trovano la forza per tornare indietro a quando erano innocenti e migliori.

## Edizioni in italiano
- T. Caldwell, Il mio cuore ti ascolta, traduzione di Agnese Silvestri Giorgi, Baldini & Castoldi, Milano 1962.